# 三角洲5000
三角洲5000（英語：Delta 5000）系列是美國的消耗性發射系統，於1989年用於進行軌道發射。它是三角洲系列運載火箭家族的成員。儘管提出了幾種變體，但僅推出了Delta 5920。該名稱使用四位數的數字代碼存儲有關火箭構型的信息。它由早期退役的Delta火箭遺留的備件和剛剛投入使用的三角洲II 6000系列的零件組成。
第一級是由RS-27供電的加長型長坦克雷神，它是由幾架早期的Delta火箭駕駛的。安裝了九個Castor-4A固體火箭助推器，以增加起飛時的推力，取代了3000系列使用的功率較小的Castor-4助推器。 Delta-K被用作第二階段。在啟動的配置中，沒有進行任何第三階段的飛行。
三角洲5000僅於范登堡空軍基地的2W太空發射綜合體發射一次。 1989年11月18日14:34發射升空。發射成功，並將宇宙背景探測者置於低地球軌道。